# 国際社会主義機構 (ジンバブエ)
| 国際社会主義機構 International Socialist Organization | 国際社会主義機構 International Socialist Organization |
| ----------------------------------------------------- | ----------------------------------------------------- |
| 党首                                                  |                                                       |
| 成立年月日                                            |                                                       |
| 党本部所在地                                          |                                                       |
| 政治的立場                                            | 共産主義、トロツキズム                                |
| シンボル                                              |                                                       |
| 色（イメージカラー）                                  |                                                       |
| 国際提携                                              | 第四インターナショナル                                |
| ウェブサイト                                          |                                                       |

国際社会主義機構(International Socialist Organization)は、ジンバブエの政治団体。トロツキズムを標榜し、第四インターナショナルの一派でイギリスの社会主義労働者党が率いる国際社会主義潮流に加盟している。
与党のジンバブエ・アフリカ民族同盟愛国戦線および野党の民主変革運動の双方に反対し、ジンバブエ政府による弾圧を受けていると主張している。2011年には、中東で起きた反乱についての討論会を催したことで組織のメンバーが警察に逮捕・拷問された。組織の公式サイトによると、このとき拘禁されたメンバーの一人デヴィッド・ムパツィが釈放後に死亡した｡